# Slitta (armi)
La slitta è quella rotaia presente sul dorso o sul ventre della canna di un'arma da fuoco che serve ad agganciare un accessorio all'arma stessa, solitamente un organo di mira ottico, ma si possono agganciare anche delle torce per migliorare la visione in ambienti bui.

## Tipologie
Vi sono vari tipi di slitte, fra queste:
- Dovetail 11 mm e 3/8"
- Tipo Weaver
- Tipo Picatinny

### Dovetail
Questa è la più comune e semplice slitta esistente. Il tipo 11mm  è costituito di 2 intagli (60°) a V sul dorso dell'arma tali che i lati esterni delle 2 V poggino su un piano e i rispettivi bordi esterni distino 11 millimetri.
Il tipo 3/8  è costituito di 2 intagli (45°) a V sul dorso dell'arma tali che i lati esterni delle 2 V poggino su un piano e i rispettivi bordi interni distino  3/8" (circa 9,5 mm).
Se da un lato è un punto di forza, rendendo semplice la pulizia e la prevenzione della ruggine, la sua semplicità costituisce un punto di debolezza nella necessità di utilizzare accessori particolarmente ingombranti, pesanti, oppure su armi di una certa potenza. Non avendo infatti nessun tipo intaglio, scanalatura o zigrinatura, permette agli attacchi un relativamente facile scivolamento, anche su armi ad aria compressa

### Tipo Weaver

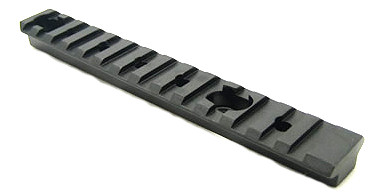
Slitta Weaver

La slitta tipo Weaver è molto usata su armi semi-automatiche o a otturatore girevole-scorrevole a canna rigata per l'installazione di accessori, quale ad esempio l'ottica di puntamento.
Differisce sostanzialmente dalla vecchia slitta 11mm per la forma (grossomodo una T molto allargata) e le dimensioni (15,7 mm la larghezza fra le gole, 21,2 mm la larghezza massima dei denti). Un ulteriore vantaggio è costituito dalle scanalature trasversali che, impegnando le viti di serraggio degli attacchi, impediscono qualsiasi traslazione longitudinale dovuta ai colpi inferti dal rinculo dell'arma. Le scanalature trasversali non sono necessariamente regolari (principale differenza con la slitta Picatinny)
Può essere accorpata all'arma, ricavata dal pieno della culatta, oppure può essere avvitata alla canna o al telaio di armi che prevedano questa possibilità.

### Tipo Picatinny

Disegno tecnico di slitta Picatinny

La slitta Picatinny è una rotaia standardizzata sviluppata dagli arsenali Picatinny come base modulare di aggancio non solo per ottiche di puntamento ma anche per vari accessori utili nelle armi ad uso militare o di polizia, quali ad esempio torce tattiche, puntatori laser, maniglie aggiuntive, lanciagranate ed illuminatori IR.
Il nome ufficiale è MIL-STD-1913 ma è anche conosciuta con la designazione NATO standard STANAG 2324.